# 14926 Hoshide
14926 Hoshide è un asteroide della fascia principale. Scoperto nel 1994, presenta un'orbita caratterizzata da un semiasse maggiore pari a 2,3102426 UA e da un'eccentricità di 0,2281378, inclinata di 3,98662° rispetto all'eclittica.